# Eivind Groven
Eivind Groven   (Lårdal, 8 d'octubre de 1901 - Oslo, 8 de febrer de 1977)va ser un compositor i teòric noruec. Era de la regió tradicional de Vest-Telemark i tenia una formació en la música popular de la zona.

## Biografia
Groven va néixer al poble de Lårdal, a Telemark, Noruega. El rerefons rural de Groven estava ple de música tradicional. Provenia d'una família de músics i artistes amb talent, destacats a la seva àrea natal. El seu pare, Olav Åsmundsson Gøytil (1865-1947) era el menor de vuit germans. Dos dels germans del seu pare van interpretar el violí. La seva mare, Aslaug Rikardsdotter Berge (1863-1946), era la filla menor de Rikard Aslaksson Berge, coneguda per conservar una gran quantitat de cançons antigues, cançons religioses i cançons de ball i amiga de Myllarguten. Dos dels oncles materns de Groven també van interpretar el violí, i les germanes de la seva mare, així com la mateixa Aslaug, eren cantants populars amb talent.
Groven era el més petit de cinc germans. Dos dels seus germans van començar a tocar el violí i aviat Eivind es va unir a ells. El seu pare Olav també era un intèrpret apte i, durant la seva infància, els germans van aprendre notes i, de vegades, van tocar junts quan van aconseguir les partitures clàssiques. En cas contrari, governava la música popular local. A mesura que Eivind creixia, va comprendre el valor d'escriure les melodies que sentia d'altres violinistes i, d'aquesta manera, aviat va obtenir un gran coneixement. Als 16 anys, Groven es va infectar amb un greu cas de gangrena mullada als pulmons i amb prou feines va sobreviure. Durant el seu període convalescent, va estudiar música i va tocar el violí. Més tard va recordar: "Jo era lliure de fer tot el que desitjava en aquell temps".
Eivind Groven va estudiar a Notodden per convertir-se en professor, però aviat ho va abandonar. A la tardor de 1925, va estudiar teoria i composició musical al Conservatori Superior de Música d'Oslo, principalment Berlioz i Beethoven. Va mantenir a Beethoven en la seva màxima estima la resta de la seva vida i va desitjar que es toqués el 9è himne simfònic al seu funeral. A diferència de molts altres joves compositors noruecs de l'època, es va negar a marxar a l'estranger, però es va quedar a casa component i desenvolupant les seves pròpies formes musicals diferents, basades en la fusió de la forma de sonata amb els principis metamòrfics especials exclusius de la música de ball de Telemark, estretament relacionat amb les formes del barroc tardà.
El 1931, Groven va ser nomenat per la "Noruega Broadcasting Company, NRK", per ser responsable de mitja hora de música folk cada setmana. Això li va permetre emetre a la ràdio molts músics rurals, ajudant a preservar la música folk per a la posteritat. Les reaccions del públic urbà van ser dures i antipàtiques. Els debats es van intensificar i la gent que vivia a Oslo va expressar sobretot el seu fàstic per aquesta "música bàrbara". Groven va treballar, va dir poc, com era el seu camí, però se sap que va cremar en silenci tots els missatges d'odi. Va rebre un gran i valuós suport de la seva comunitat rural original i de la seva família.
A partir de 1938 i fins a la Segona Guerra Mundial, Groven va començar el seu treball amb una entonació justa, que va donar lloc al seu orgue especial, acabat el 1952. Albert Schweitzer va escriure a Groven i desitjava que pogués provar aquest orgue i, quan li van concedir el Premi Nobel de la Pau, va aprofitar l'oportunitat. Va exclamar que calia construir un gran orgue.
Durant l'ocupació de Noruega per part de l'Alemanya nazi, Groven va renunciar al seu càrrec a NRK després d'un breu i desagradable encontre al seu estudi amb Joseph Goebbels. Després de la Segona Guerra Mundial, Groven va participar en l'edició i publicació de set volums de cançons escrites i recopilades per al violí hardanger, juntament amb dos companys de música folk de Noruega. El treball es va acabar després de la seva mort. Groven era el cunyat de l'autor Ingeborg Refling Hagen (1895–1989). Això va resultar en una fructífera relació artística i Groven va crear música a partir dels textos escrits per la seva cunyada. Groven va continuar component, i en els anys posteriors va ser molt admirat pel seu estil musical i el seu ús de l'orquestra.

## Música folklòrica
Eivind Groven va començar a escriure cançons de violí des de petit. Durant la seva vida, va recollir uns 2000 temes de violí de diverses parts del país. Va treballar com a consultor a NRK i, aquí, va contribuir a la creació d'un arxiu de música folk i a l'obtenció de les instal·lacions adequades per a la gravació de la companyia. Els primers enregistraments daten de 1936. A partir d'aquests enregistraments, va escriure diverses melodies.
El 1954 es va formar un comitè per a l'edició i publicació de la música popular noruega en format imprès. El resultat d'aquest treball és una sèrie de set volums de cançons de violí noruec Hardanger, acabades després de la mort de Groven. En aquest treball, Groven era l'expert central, editant i repartint cançons en grups més grans, famílies habituals de cançons de ball. El treball hauria estat impossible sense la seva contribució, i hi va treballar fins que no va poder escriure més, cap al 1973. La compensació econòmica per això va ser escassa i el projecte va estar a punt de tancar-se. Quan van morir els altres membres del comitè, Groven va treballar sol.

## Estil musical
L'estil musical de Groven està fortament influït pel seu bagatge musical, tant harmònic com formal. Les notes blaves comunes a la música popular sovint es compensaven a l'orquestra clàssica mitjançant l'ús imaginatiu de matisos i a l'orquestració. Les harmonies de Groven reflecteixen sovint les harmonies del violí hardanger, que sol tocar-se en dues o fins i tot tres cordes alhora. També va extreure harmonies de la cítara noruega, el langeleik i la flauta de salze.
S'ha assenyalat que els principis harmònics de Groven no estan lluny dels principis dels primers compositors del renaixement flamenc, com Dufay i Obrecht. Com ells, sovint fa servir el sisè acord, amb un tercer a la part inferior. Groven sovint pensa bastant polifònicament, i això també es pot buscar en el violí hardanger, així com en la seva admiració per Bach.
Els primers anys, els crítics l'acusaven d'atonalitat, però, de fet, la música de Groven és força tonal. Tanmateix, pot utilitzar modulacions dràstiques, que en aquest context resulten bastant lògiques. A part d'això, utilitza els modes antics que són presents a la música tradicional noruega. Cal recordar, però, que mai no va escoltar gaire la música flamenca antiga, ni tan sols el seu antic contemporani Stravinsky, i, tot i això, es poden trobar semblances. Aquestes semblances es poden explicar a partir del sentiment tonal i de la tradició. Stravinsky a la primera etapa de la seva producció va utilitzar la música folk russa de manera experimental, com Groven.
La forma de Groven és metamòrfica. Sovint utilitza una mena de fortspinnung i converteix els temes en temes nous de manera gradual, d'una manera molt orgànica. Groven no creia en el concepte de música absoluta. Va afirmar més aviat que "tota música tracta d'alguna cosa". Així, es descobrirà que la majoria de les seves obres es basen en literatura, poemes o novel·les, o fins i tot obres de teatre. Va escriure diverses cançons sobre poemes escrits per Henrik Wergeland i obres corals basades en textos del novel·lista i dramaturg noruec Hans E. Kinck (1865-1926) i del poeta Ingeborg Refling Hagen. El seu concert per a piano i dues simfonies també es basen en obres d'aquests dos darrers autors.
Groven també va compondre música per al violí hardanger, experimentant amb noves maneres d'afinar l'instrument, i va escriure diversos arranjaments de melodies populars per al seu propi orgue, utilitzant escales blaves i intervals irregulars, que no s'aconseguien amb un piano regular de temperament igual. També va escriure diversos assajos sobre els temes de l'afinació pura i l'escala de tons, així com un assaig de la seva pròpia invenció, l'automatisme de sintonització pura.

## Vida personal
El 1925, Groven es va casar amb Ragna Hagen (1902-1960). Ell i Ragna van tenir quatre fills, Aslaug, Tone, Dagne i Gudmund. El seu germà gran Olav Groven, un músic folk igual de talentós, va morir de pneumònia el 1928. La seva primera dona Ragna va morir el 1960 i Groven es va tornar a casar dos anys més tard amb Signe Taraldlien de Telemark. Al final, Signe el va sobreviure vint anys.
Groven va desenvolupar la malaltia de Parkinson el 1964 i va haver de deixar de banda el violí. Els medicaments disponibles en aquell moment van causar estrès indegut al seu cor i va morir als 75 anys a Oslo durant l'hivern de 1977. Està enterrat al costat de la seva primera dona al cementiri de l'església de Tangen a Hedmark.